# 薩格斯峰
薩格斯峰（英語：Suggs Peak）是南極洲的山峰，位於瑪麗伯德地，處於威爾班克斯山西南面11公里，美國地質調查局根據測量和美國海軍拍攝的空中照片繪入地圖，現時由南極條約體系管理。